# Amazonepeira
Amazonepeira là một chi nhện trong họ Araneidae.